# إلين هانسن
إلين هانسن (بالدنماركية: Eline Hansen) هي سفرجات دنماركية، ولدت في 22 أكتوبر 1859، وتوفيت في 6 يناير 1919.

## السيرة الذاتية
ولدت هانسن في 22 أكتوبر من عام 1859 في أسينس، وهي ابنة لكريستان جاكوب هانسن (1880- 1832) وجوهان مارجريت راسموسن (1891- 1822). كانت طالبة في مدرسة ن. زايلز الخاصة لتدريب المعملين وذلك بين عامي 1876 و1877. تخرجت بصفتها مدرسة في عام 1883 وعملت في التدريس في مدرسة آرهوس العليا للبنات في كوبنهاغن من عام 1889 وحتى عام 1910.
اهتمت هانسن بالمساواة بين الجنسين مذ كانت طالبة، وعملت خلال حياتها المهنية كمدرسة من أجل تحقيق المساواة بين الذكور والإناث سواء كانوا طلاباً أو معلمين. أصبحت هانسن رائدة في الدنمارك بصفتها مفتشة للمطبخ المدرسي، إذ تلقت تعليمها لهذه المهنة في النرويج على حساب الحكومة الدنماركية، لتعمل بعدها في كوبنهاغن في عام 1897. وقدمت طلباً للحكومة في عام 1898 للبدء بدورات احترافية للطهاة في مطابخ المدارس، وتمت الموافقة على طلبها ودخل حيز التنفيذ في عام 1899، وأصبحت معلمة في هذه الدورة.
كانت إيلين هانسن عضواً في إدارة مدرسة كوبنهاغن من عام 1904 وحتى عام 1910، ورئيسة لرابطة معلمي المدارس العامة في كوبنهاغن بين عامي 1905 و1908، وقد نجحت في رفع رواتب المعلمات.
كانت إيلين هانسن عضواً هاماً من أعضاء الحركة النسائية في الدنمارك. شاركت في عام 1886 في تأسيس قسم أرهوس المحلي في المنظمة النسائية «جمعية المرأة الدنماركية» (DK) وفي الاتصال بين قسم أرهوس وكوبنهاغن، وكانت عضواً في اللجنة المركزية لهذه الجمعية بين عامي 1893 و1893، ولها الفضل في الحفاظ على جمعية المرأة الدنماركية جنباً إلى جنب مع الرئيسة يوتا بايسن مولار خلال فترة عصيبة من الانقسام في صفوف الحركة النسائية الدنماركية. في عام 1899، شاركت في تأسيس مجلس المرأة الدنماركي والذي سمي لاحقاً المجلس القومي للمرأة الدنماركية (DKN). ونظمت مظاهرات لربات البيوت الفقيرات بين عامي 1915 و1916. وعملت بالإضافة إلى ذلك بصفتها مترجمة في المؤتمر الدولي لحق المرأة في الاقتراع في عام 1906.
تمكنت من الحفاظ على الاتصال بين النساء البريطانيات والألمانيات خلال الحرب العالمية الأولى، وكانت مندوبة في مؤتمر السلام النسائي الدولي في لاهاي. وبعد عودتها، شاركت في تأسيس الحركة السلمية «سلسلة السلام للمرأة الدنماركية»، والتي سميت لاحقاً رابطة النساء الدولية للسلام والحرية بمشاركة كل من ثورا دوجارد وكلارا تايبيرج ولويز رايت وإيفا مولتسين. ناضلت هانسن أيضاً من أجل حصول المرأة على حقها في التصويت، وكانت رئيسة لإحدى حركات الاقتراع الدنماركية. وفي عام 1918، رُشحت للبرلمان بعد أول انتخابات شاركت فيها المرأة بالاقتراع، لكنها لم تُنتخب.
توفيت هانسن في 6 يناير من عام 1919 في كوبنهاغن.